# Hingoli
Hingoli è una città dell'India di 69.552 abitanti, capoluogo del distretto di Hingoli, nello stato federato del Maharashtra. In base al numero di abitanti la città rientra nella classe II (da 50.000 a 99.999 persone).

## Geografia fisica
La città è situata a 19° 43' 0 N e 77° 9' 0 E e ha un'altitudine di 456 m s.l.m..

## Società

### Evoluzione demografica
Al censimento del 2001 la popolazione di Hingoli assommava a 69.552 persone, delle quali 35.640 maschi e 33.912 femmine. I bambini di età inferiore o uguale ai sei anni assommavano a 10.594, dei quali 5.559 maschi e 5.035 femmine. Infine, coloro che erano in grado di saper almeno leggere e scrivere erano 46.914, dei quali 26.501 maschi e 20.413 femmine.